# Matías de Córdova
Matías Antonio Córdova Ordóñez (Tapachula, Chiapas, 17 de marzo de 1766 - Chiapan, Chiapas, 17 de octubre de 1828), conocido como fray Matías de Córdova, fue un religioso y político que proclamó la independencia de Chiapas el 28 de agosto de 1821, cuando esta región todavía formaba parte del Reino de Guatemala (Guatemala), poco antes de consumarse la independencia del Virreinato de la Nueva España (México). Esto desencadenó un hecho paralelo, la independencia de Centroamérica, del que históricamente formaba parte. Fue prior y vicario general de un convento de Santo Domingo.[cita requerida]
Se licenció en convento de Santo Domingo de Guatemala. En 1803 viajó a España. Fundó una imprenta, donde editó el periódico El Pararrayo y publicó varios escritos con el seudónimo El Especiero. Obtuvo el reconocimiento de la prensa del siglo XVIII y de principios del siglo XIX. En 1887, Rubén Darío le calificó, ante todo, como "excelente poeta" y encomió su excelente latín, diciendo que lo sabía cual "romano de los buenos tiempos." Con la Fábula del león logró la fama como escritor. En 1798, ganó el Concurso Nacional convocado por la Sociedad Económica “Amigos del País” en Guatemala.